# UPN

Logo UPN

UPN (celým názvem United Paramount Network) byla americká televizní stanice. Její provoz byl zahájen 16. ledna 1995, vlastněna byla společností Chris-Craft Industries/United Television. O rok později získal 50% podíl koncern Viacom skrze svoji firmu Paramount Television. Po odchodu Chris-Craft v roce 2000 zůstala celá stanice v majetku Viacomu, po jeho rozdělení v roce 2005 byla součástí CBS Corporation. Stanice UPN ukončila svůj provoz 15. září 2006, přičemž některé pořady byly přesunuty na nově vzniklou stanici The CW, která byla zřízena formou joint venture mezi společnostmi CBS Corporation a Time Warner.